# Aphra sanguipalpis
Aphra sanguipalpis là một loài bướm đêm thuộc phân họ Arctiinae, họ Erebidae.